# Warsaw (Illinois)
Warsaw is een plaats (city) in de Amerikaanse staat Illinois, en valt bestuurlijk gezien onder Hancock County.

## Demografie
Bij de volkstelling in 2000 werd het aantal inwoners vastgesteld op 1793. In 2006 is het aantal inwoners door het United States Census Bureau geschat op 1641, een daling van 152 (-8,5%).

## Geografie
Volgens het United States Census Bureau beslaat de plaats een oppervlakte van 19,4 km², waarvan 17,1 km² land en 2,3 km² water.

## Plaatsen in de nabije omgeving
De onderstaande figuur toont nabijgelegen plaatsen in een straal van 16 km rond Warsaw.